# Колібрі-барвограй зелений
Колі́брі-барвограй зелений (Metallura williami) — вид серпокрильцеподібних птахів родини колібрієвих (Trochilidae). Мешкає в Колумбії і Еквадорі.

## Опис

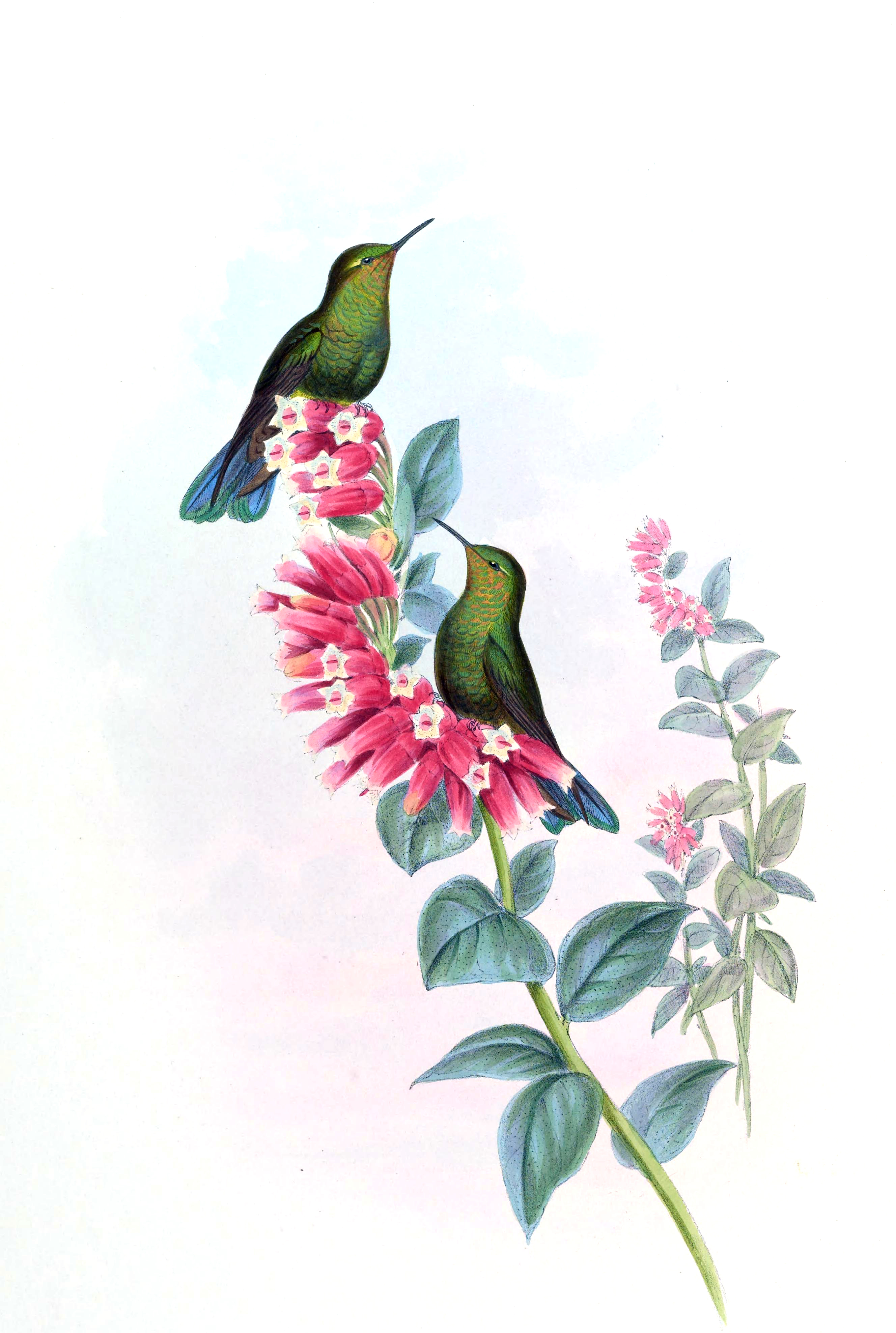
Зелені колібрі-барвограї

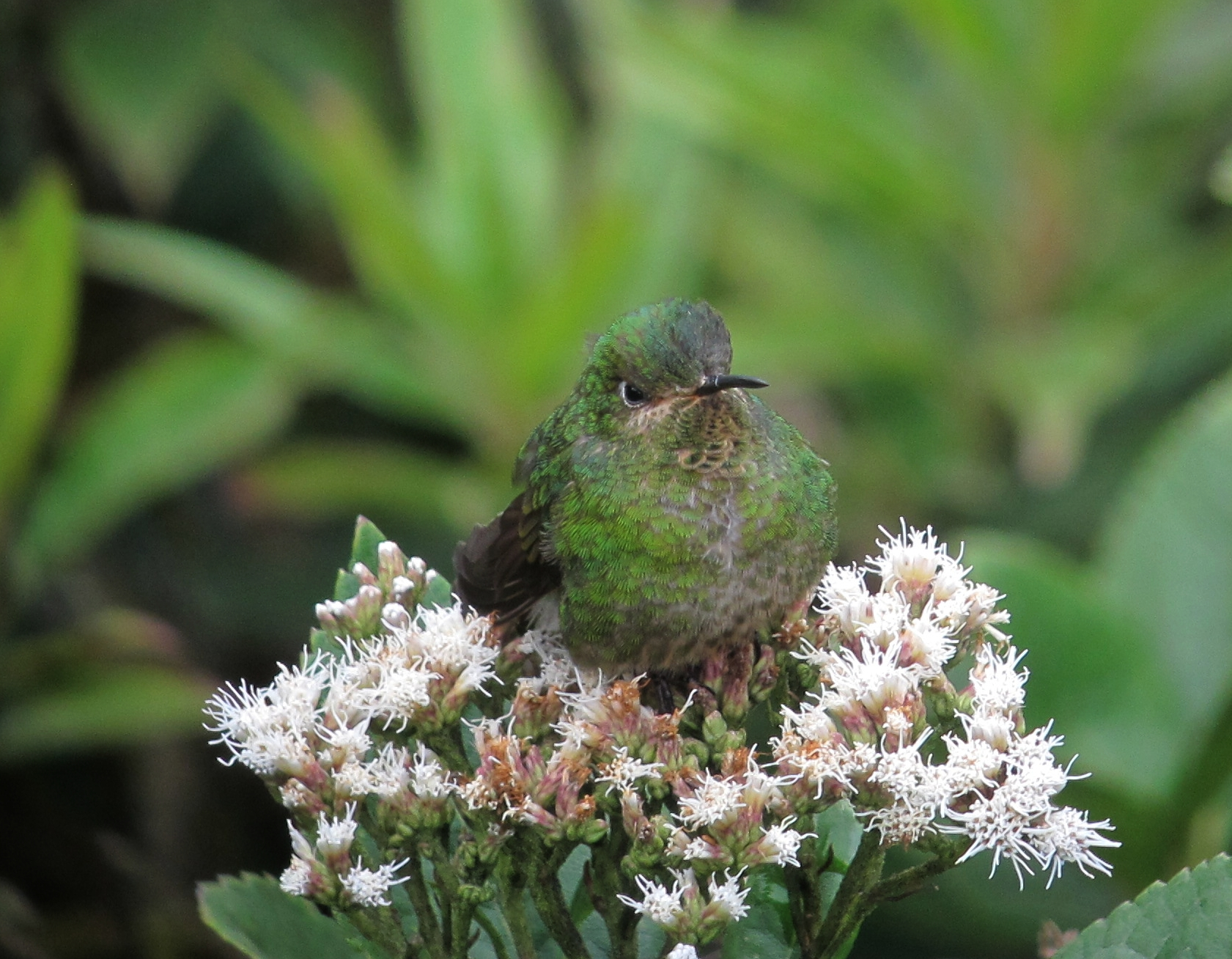
Зелений колібрі-барвограй

Довжина птаха становить 8,5—12 см, вага 4,1—5,3 г. Самці мають переважно темно-бронзово-зелене забарвлення, на горлі в них блискуча зелена пляма. Хвіст довжиною 9,1 см, фіолетово-синій з райдужним відблиском. Дзьоб короткий, прямий, чорний, довжиною 15 мм. У самиць горло, груди та живіт поцятковані зеленими й білими плямами, крайні стернові пера знизу мають білі кінчики. У представників підвиду M. w. recisa дзьоб коротший, хвіст більш роздвоєний, нижня частина тіла більш блискуча. У представників підвиду M. w. primolina хвіст зверху чорнувато-червоний, знизу блискучо-зелений, слабо роздвоєний. У представників підвиду M. w. atrigularis на горлі є чорна пляма, хвіст у них слабо роздвоєний, нижня частина тіла блискучо-зелена.

## Підвиди
Виділяють чотири підвидів:
- M. w. recisa Wetmore, 1970 — Парамо-де-Фронтіно[es] (Західний хребет Колумбійських Анд в Антіокії);
- M. w. williami (Delattre & Bourcier, 1846) — обидва схили Центрального хребта Колумбійських Анд;
- M. w. primolina Bourcier, 1853 — Анди на півдні Колумбії (Нариньйо) і в Еквадорі (на південь до північного Асуая);
- M. w. atrigularis Salvin, 1893 — Анди на півдні Еквадору.

## Поширення і екологія
Зелені колібрі-барвограї живуть на високогірних луках парамо, місцями порослих чагарниками, та на узліссях вологих гірських і карликових тропічних лісів, на висоті від 2100 до 4000 м над рівнем моря, переважно на висоті понад 2900 м над рівнем моря. Живляться нектаром квітучих чагарників з родин вересових і меластомових. Зелені колібрі-барвограї не зависають в повітрі над квіткою, а чіпляються за суцвіття. Сезон розмноження триває з лютого по серпень. Гніздо чашоподібне, робиться з моху, встелюється м'яким рослинним матеріалом і пір'ям, розміщується в заглибині серед скель. У кладці 2 білих яйця.